# Journal des Économistes
El Journal des Économistes fue una publicación académica francesa del siglo XIX que trataba sobre economía política. Fue fundada en 1841 y publicada por Gilbert Guillaumin. Entre sus editores estuvieron Gustave de Molinari e Yves Guyot. Contó con la colaboración de Leon Walras, Frédéric Bastiat, y Vilfredo Pareto, entre muchos otros economistas importantes. La publicación de la revista se detuvo justo antes de la Segunda Guerra Mundial, entre marzo/abril de 1940.